# Serpillière
Pour les articles homonymes, voir Serpillière (homonymie).

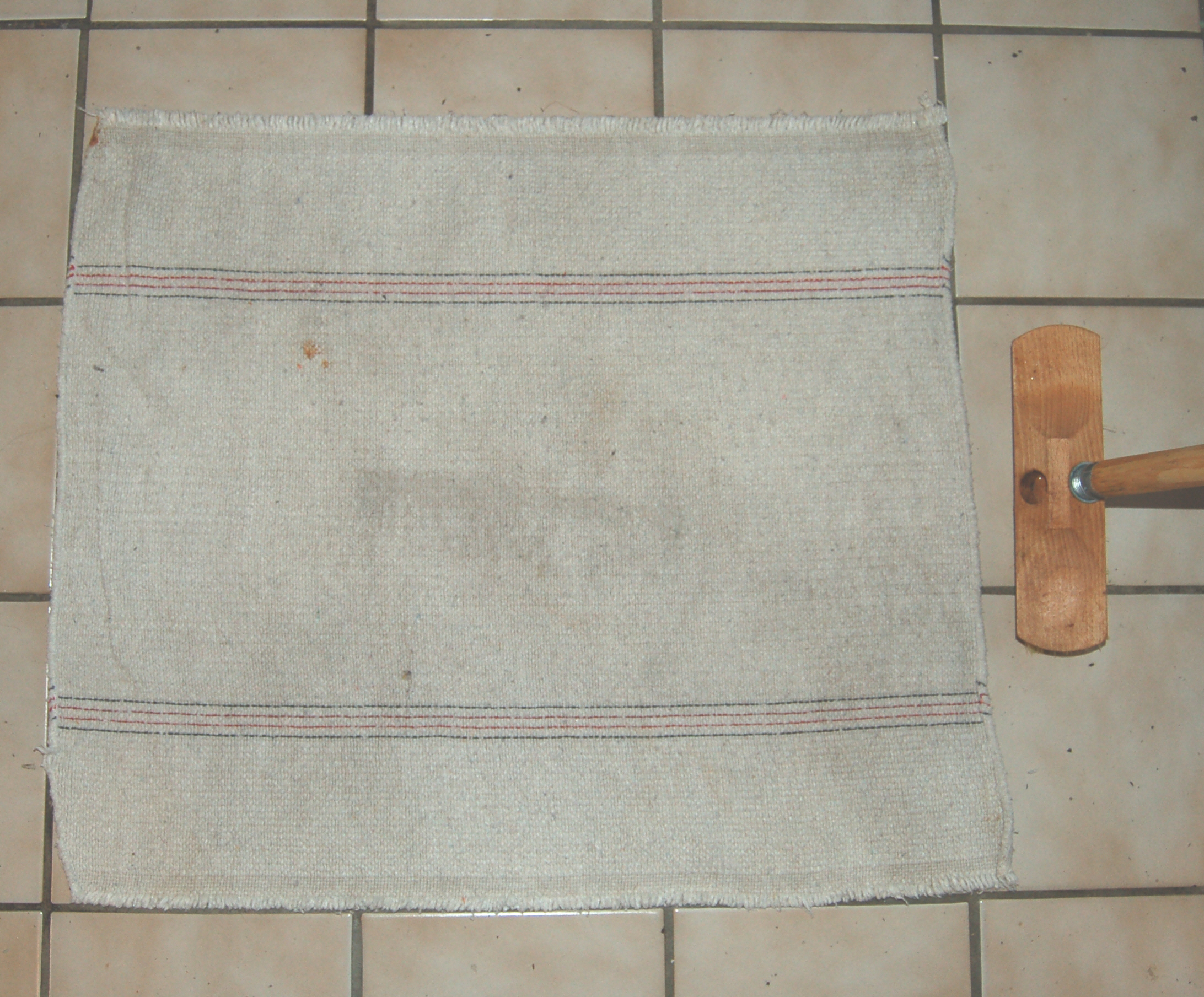
Une serpillière et le balais de bois.

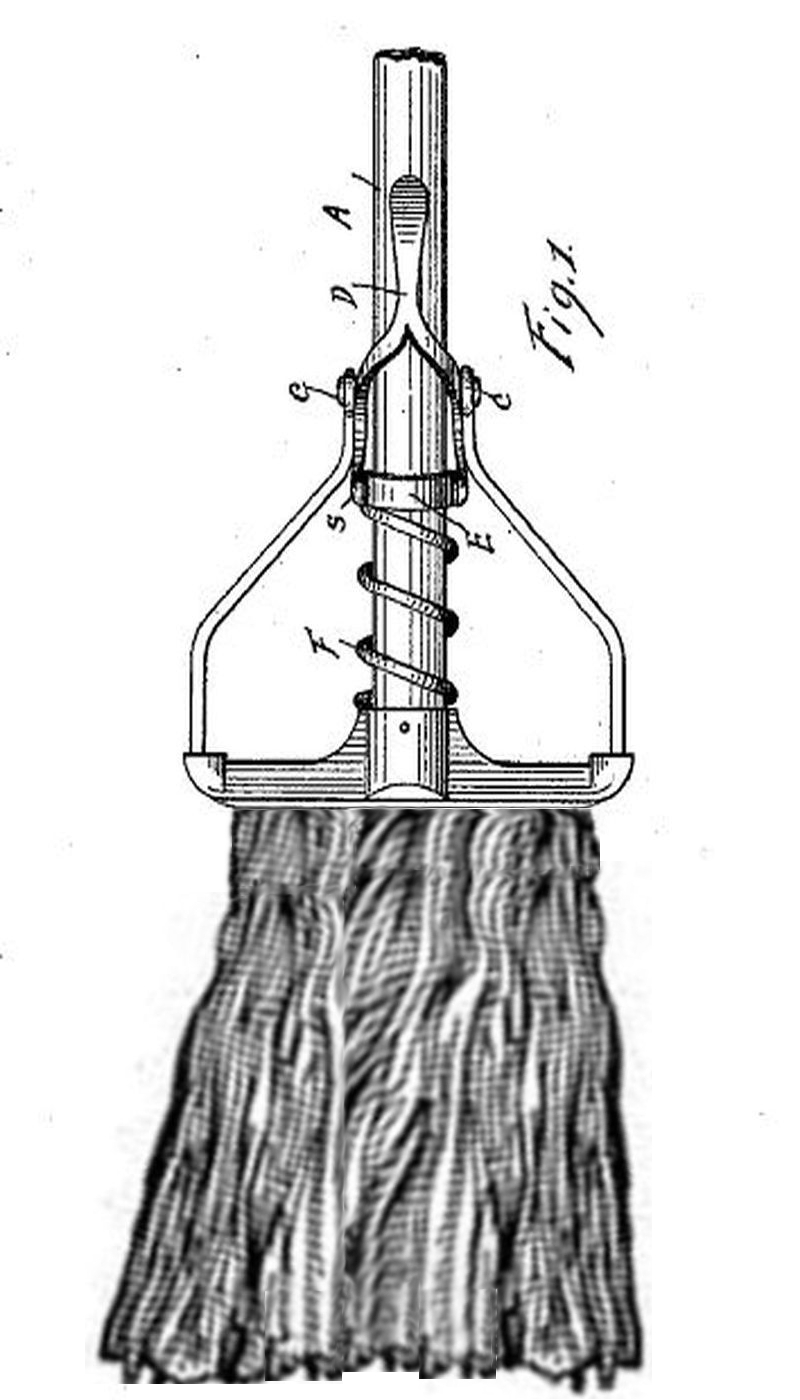
Brevet de T. W. Stewart de 1893.

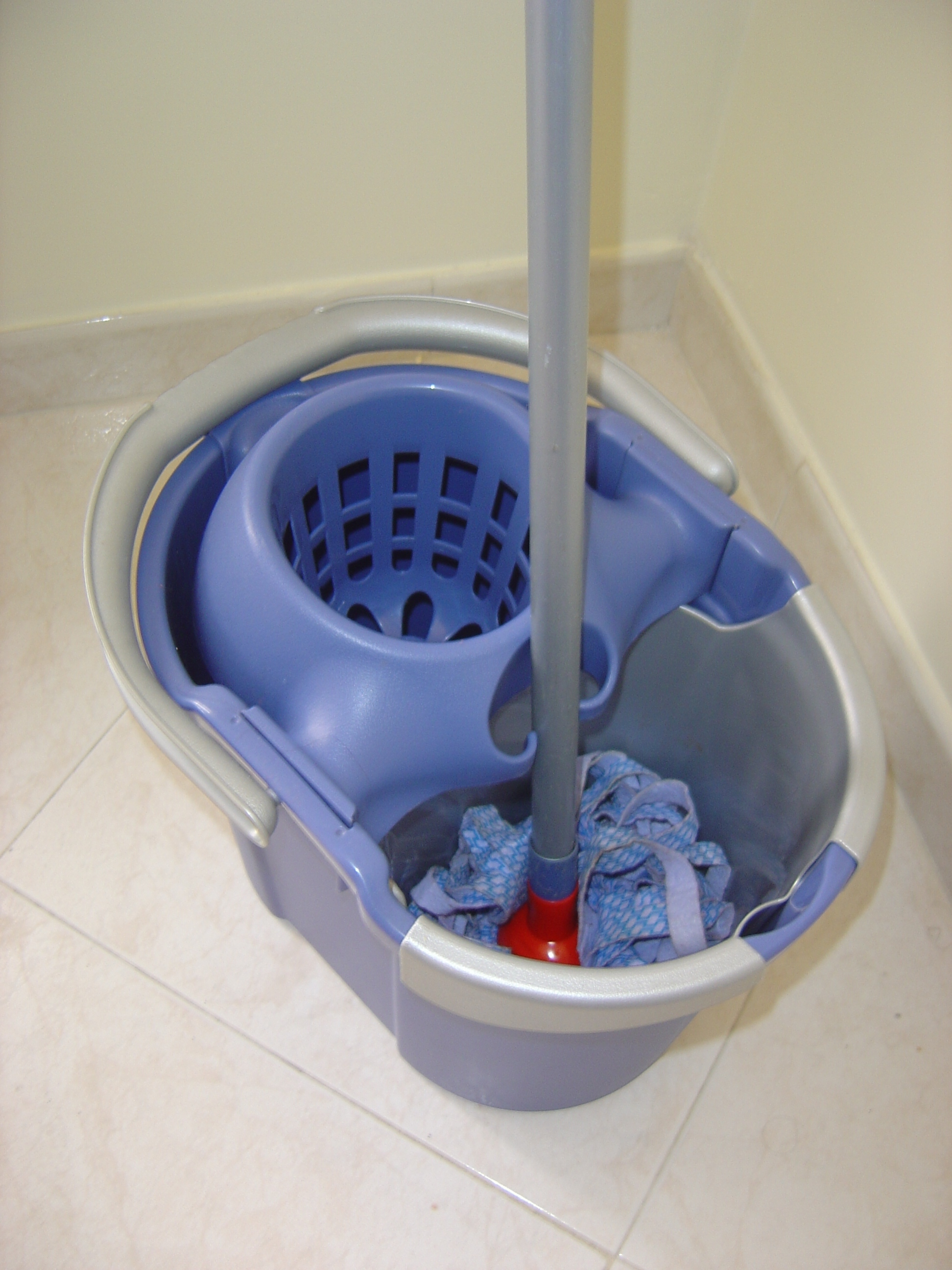
Le balai serpillière, avec son seau muni d'un bac d'essorage.

Une serpillière ou serpillère est un morceau de toile grossière et résistante, de forme plus ou moins régulière et d'environ 50 cm de côté, servant à laver les sols à l'eau savonneuse (ou avec d’autres liquides). On la passe sur les sols durs et résistant à l'eau (ni la moquette, ni la terre battue, etc.) à l'aide d'un balai-brosse. Le lavage exploite le frottement du tissu sur le sol et la mise en suspension (ou, dans une moindre mesure, en solution) de la saleté dans l'eau. L'eau exerce en outre une action de lubrification qui limite l'usure de l'objet. La serpillière retient une grosse quantité d'eau par capillarité, laissant un sol humide mais séchant très rapidement. Toutefois, l'humidité peut a contrario aussi coller la poussière au sol.
On désigne également par serpillière un balai particulier destiné à laver les sols, dont l'extrémité est munie de franges (coton, tissu) ou d'un support à lingettes. Certains balais à serpillière comprennent un dispositif mécanique d'essorage, intégré au balai, ou au seau associé (serpillière « espagnole » par exemple).

## Histoire
À l'origine, la serpillière était une toile grosse et claire servant aux marchands à emballer leurs marchandises. De coût moindre que la toile classique, elle servait aussi de tablier, de pare-soleil, de tapis de selle ou même de linceul. La serpillière usée servait alors de torchon. Ce n'est qu'au cours du XIXe siècle que cette toile semble dévolue au nettoyage du sol, bien qu'on lui préfère parfois, pour des raisons d'économie, les couvertures usées. À la fin du XIXe siècle, des règlements en préconisent l'usage en lieu et place du balai dans les hôpitaux et les casernes pour des raisons de meilleure hygiène.

## Odeur
L'odeur de vieille serpillière, comme celle de serviette mouillée, provient de la prolifération de bactéries et de levures (notamment de Rhodotorula glutinis (en)) rejetant des acides organiques volatils qui, en présence d'eau, se dissolvent et deviennent alors perceptibles[réf. nécessaire].

## Variantes régionales
La serpillière est : 
- le torchon ou la loque à reloqueter (ou "wassingue") des francophones de Belgique ;
- le torchon de plancher des Lorrains ;
- la bâche des Champenois ;
- la since des Charentais et des poitevins ;
- la gueille ou guelha en occitan gascon bordelais ou en bordeluche[11] ;
- le duel ou la wassingue (prononcer [ouassingue]) des Dunkerquois ;
- le patin des Valdôtains[12] ;
- la toile ou tela, la frégone ou fregona, le fregador et la torca des Catalans ;
- la toile à pavés des Normands ; on rencontre aussi le terme toile en Haute Bretagne ainsi que dans la Nièvre. En ce qui concerne plus particulièrement la Manche, on relève son emploi dialectal sporadique, sous la forme [twèl], dans le Cotentin et le nord du Saint-Lois[13],[14],[15],[16].
- la loque à loqueter en rouchi valenciennois ;
- la panosse de Suisse romande[17], de Savoie et de certains Jurassiens et Lyonnais ou la panòssa des occitan auvergnats ;
- la vadrouille ou la moppe (de l'anglais mop) des Québécois et des Acadiens ;
- le faubert ou la vadrouille dans la marine ;
- la pata des occitans Provençaux et vivaro-alpins[18] ;
- la pièce ou pèça des occitans Provençaux[18];
- la peille ou pelha ou pelhòt des Occitans[19][réf. non conforme] ;
- la charpillère en Verduno-Chalonnais[6] ;
- et, globalement, la wassingue dans le Nord de la France[5].

Une enquête linguistique récente a permis de cartographier avec précision l'aire géographique de ces différentes dénominations.